# Estação Estrella

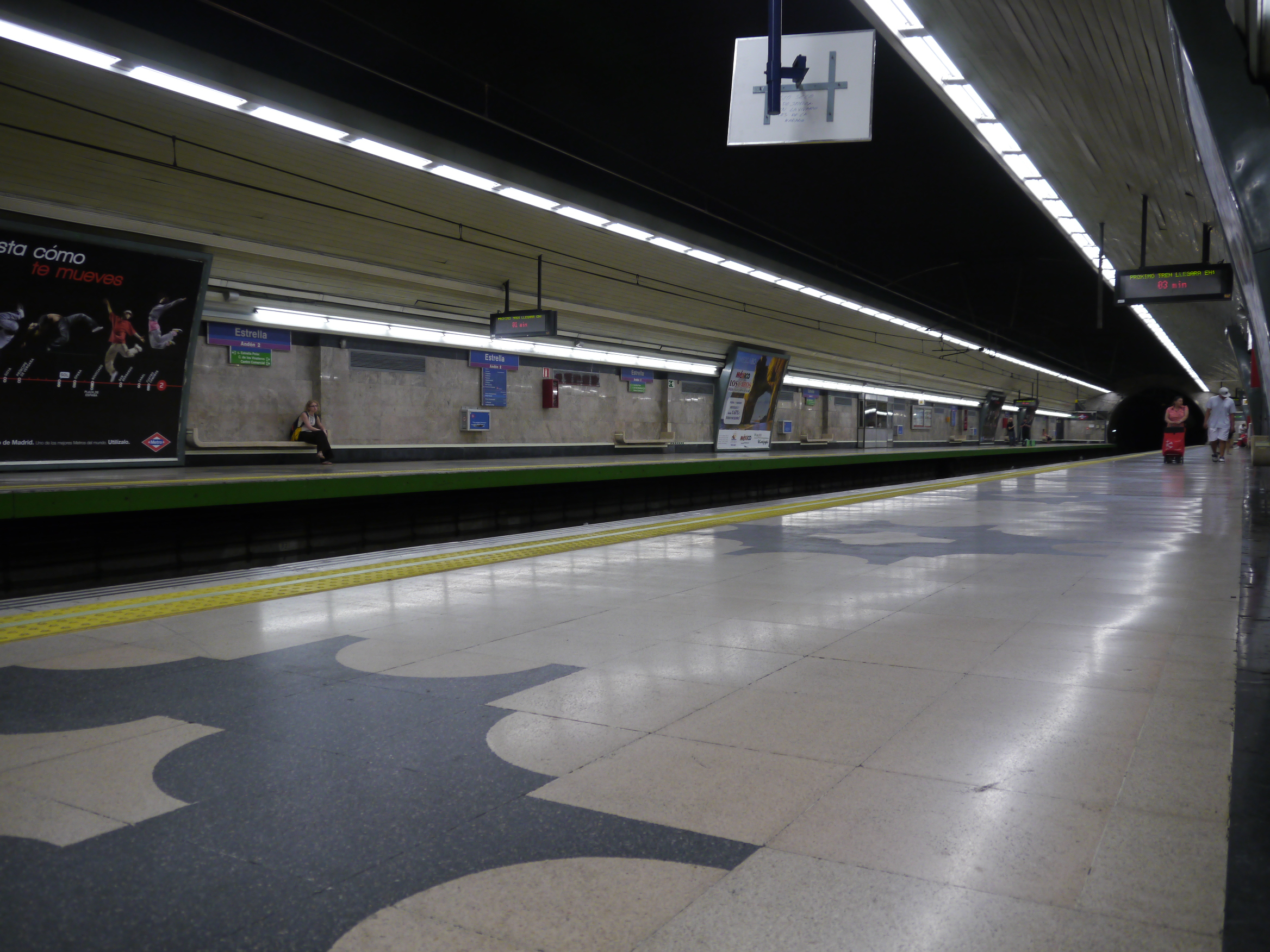
Estação Estrella do Metrô de Madri.

Estrella é uma estação da Linha 9 do Metro de Madrid. Está localizada na Zona A.